# Nabil Bentaleb
Nabil Bentaleb (arabiska: نبيل بن طالب), född 24 november 1994 i Lille, är en algerisk professionell fotbollsspelare som spelar för Lille. Han spelar även för Algeriets landslag.

## Klubbkarriär

### Tidiga år
Bentaleb föddes i Lille och började även spela fotboll i Lille OSC:s akademi. Han släpptes dock från akademin vid 15 års ålder och flyttade sedan till Belgien för att spela för Mouscron. Bentaleb provspelade därefter för Birmingham City innan han slutligen i januari 2012 anslöt till Tottenham Hotspurs akademi. Under säsongen 2012/2013 slog Bentaleb in sig i Tottenhams U21-lag och gjorde fyra mål på fjorton matcher, inklusive ett matchvinnande mål mot Arsenal. Prestationerna under säsongen gav honom ett nytt fyraårigt avtal med Tottenham Hotspur fram till 2018.

### Tottenham Hotspur
Den 22 december 2013 togs Bentaleb ut i den 18-mannatrupp till Tottenhams Premier League-möte mot Southampton. Han gjorde sin professionella debut i den matchen, då han kom ersatte Mousa Dembélé i den 50:e matchminuten. Bentalebs första match i startelvan för Spurs kom i ett derby mot Arsenal i FA-cupen den 4 januari 2013. Han startade därefter mot Crystal Palace, där han hade ett skott i stolpen och blev utsedd till matchens lirare och mot Swansea där han även där gjorde en solid insats. Den 20 februari 2014 togs Bentaleb ut i startelvan i en Europa League-match mot Dnipro.

### Schalke 04
Den 24 februari 2017 meddelade Tottenham att de nått en överenskommelse med Schalke 04 att Bentaleb skulle ansluta till den tyska klubben på permanent basis efter att låneperioden gått ut.
Den 21 januari 2020 lånades Bentaleb ut till Newcastle United på ett låneavtal över resten av säsongen 2019/2020.

### Angers
Den 6 januari 2022 värvades Bentaleb av franska Ligue 1-klubben Angers, där han skrev på ett 2,5-årskontrakt.

### Lille
Den 28 augusti 2023 blev Bentaleb klar för en återkomst i Lille, där han skrev på ett treårskontrakt.

## Landslagskarriär
Den 14 november 2012 gjorde Bentaleb sin debut för Frankrikes U19-landslag i en vänskapsmatch då han byttes in i halvtid i en 3-0–förlust mot Tyskland..
Trots att ha representerat Frankrike uppvaktades Bentaleb av Algeriets fotbollsförbund för att försöka få honom att spela för Algeriet, och källor påstår att han redan har accepterat. Tottenhams tränare Tim Sherwood antydde i januari 2014 att det engelska fotbollsförbundet även skulle vara intresserade. Bentaleb uppfyllde dock inte kraven för att spela för England enligt Home Nations agreement. Detta avtal kräver att en spelare ska ha genomgått minst fem års utbildning innan de fyllt 18 inom landet i fråga och innebär ej något landslagsberättigande endast genom hemvist.
Den 15 februari 2014 meddelade Bentaleb att hans landslagskarriär skulle genomföras i Algeriet. Några dagar senare togs han ut i Algeriets trupp av Vahid Halilhodžić för en vänskapsmatch mot Slovenien.

## Spelarstatistik
| Klubb              | Säsong             | Liga               | Liga    | Liga | Cup     | Cup | Ligacup | Ligacup | Europaspel | Europaspel | Totalt  | Totalt |
| Klubb              | Säsong             | Division           | Matcher | Mål  | Matcher | Mål | Matcher | Mål     | Matcher    | Mål        | Matcher | Mål    |
| ------------------ | ------------------ | ------------------ | ------- | ---- | ------- | --- | ------- | ------- | ---------- | ---------- | ------- | ------ |
| Tottenham Hotspur  | 2013–14            | Premier League     | 15      | 0    | 1       | 0   | 0       | 0       | 4          | 0          | 20      | 0      |
| Tottenham Hotspur  | 2014–15            | Premier League     | 26      | 0    | 0       | 0   | 3       | 1       | 6          | 0          | 35      | 1      |
| Tottenham Hotspur  | 2015–16            | Premier League     | 5       | 0    | 4       | 0   | 0       | 0       | 2          | 0          | 11      | 0      |
| Tottenham Hotspur  | Totalt             | Totalt             | 46      | 0    | 5       | 0   | 3       | 1       | 12         | 0          | 66      | 1      |
| Schalke 04 (lån)   | 2016–17            | Bundesliga         | 16      | 4    | 1       | 0   | —       | —       | 4          | 1          | 21      | 5      |
| Totalt i karriären | Totalt i karriären | Totalt i karriären | 62      | 4    | 6       | 0   | 3       | 1       | 16         | 1          | 87      | 6      |